# Proceratophrys avelinoi
Proceratophrys avelinoi är en groddjursart som beskrevs av Mercadal de Barrio och Barrio 1993. Proceratophrys avelinoi ingår i släktet Proceratophrys och familjen Cycloramphidae. IUCN kategoriserar arten globalt som livskraftig. Inga underarter finns listade i Catalogue of Life.